# 富丁
富丁（?—?），战国时期赵国人。
赵武灵王派楼缓出使秦国，仇液出使韩国，富丁出使魏国，王贲出使楚国，赵爵出使齐国。富丁想要以赵国联合齐、魏，楼缓想要赵国联合秦、楚。富丁怕赵武灵王听从楼缓联合秦、楚。司马浅于是为富丁劝说赵武灵王，不顺齐伐秦，会结怨秦、楚征伐的韩、魏。齐国也会联合韩、魏敌视赵国。赵国跟随齐国，齐国不会因为韩、魏而进攻秦国，而韩、魏就会怨恨齐国而亲附赵国。赵国可以促使秦齐的斗争，在天下举足轻重。赵武灵王说，赵国如果和齐、韩、魏一起伐秦，自己也会疲惫不堪。司马浅说，在联合攻秦前，先让三国促使战国和中山国媾和。中山国答应，赵国以三国的威势迫使中山国割地；中山国不同意，赵国伐秦就可以少出兵，管理中山，趁伐秦之机，灭亡中山。魏国因为富丁的意见没有被赵武灵王采纳于是想要联合秦国，赵国害怕，请割地于魏，并且问计于孟尝君。孟尝君对李兑说建议赵国支持周最为魏国的相国，周最辱秦，必能破坏秦魏关系。